# Eunha
Jung Eun-bi (em coreano:  hangul: 정은비; hanja: 丁恩妃; rr: Jeong Eun-bi; Seul, Coreia do Sul, 30 de maio de 1997), mais conhecida por seu nome artístico Eunha (em coreano:  hangul: 은하; hanja: 銀河; rr: Eun-ha), é uma cantora e dançarina sul-coreana. Ela é popularmente conhecida por ter sido integrante do grupo feminino GFriend, onde foi vocalista líder.
Atualmente, integra o trio VIVIZ juntamente com SinB e Umji, também ex-integrantes do grupo sul-coreano GFriend.

## Início de vida
Eunha nasceu em Seul, Coreia do Sul. Ela era atriz mirim e, em 2007, atuou no drama The Clinic for Married Couples: Love and War. Juntamente de SinB, integrante do GFriend, ela foi trainee da BigHit Entertainment.
Quando ela tinha 7 anos, ela foi diagnosticada com Histiocitose de células de Langerhans (LCH). Após tratamentos e exames de sangue regulares até o sexto ano do primário, ela foi curada sem que haja possibilidade de recorrência da doença. É possível que ela teria quase estreado no grupo feminino Glam.

## Carreira
Eunha estreou como uma das seis integrantes do grupo feminino sul-coreano GFriend no começo de 2015 com o lançamento do single "Glass Bead". Em 21 de outubro de 2015, ela participou no single "Han River at Night" do Pro C., membro do Madtown. Em 7 de março de 2016, Eunha teve seu primeiro lançamento solo, este sendo "Don't Come to Farewell", gravado para a trilha sonora do drama Six Flying Dragons.
Ela participou do web drama Oh My God! Tip junto de Park Kyung, integrante do Block B, também tendo participado do single "Inferiority Complex" do mesmo, lançado em 25 de maio de 2016.
Seu segundo lançamento solo foi a música "Love-ing", gravada para a trilha sonora do drama Temperature of Love. Foi lançado em 2 de outubro de 2017.

## Discografia

### Singles
| Título | Ano  | Melhores posições nas paradas | Vendas         | Álbum                        |
| Título | Ano  | KOR                           | Vendas         | Álbum                        |
| --- | ---- | ----------------------------- | -------------- | ---------------------------- |
| "Han River at Night" (밤에 본 한강) (Pro C feat. Eunha)                                                                                                  | 2015 | —                             | —              | Lançamento sem álbum         |
| "Inferiority Complex" (자격지심) (Park Kyung (Block B) feat. Eunha)                                                                                      | 2016 | 3                             | - KOR: 888,848 | Notebook                     |
| "Firefly" (Hwang Chi Yeol e Eunha) | 2016 | —                             | —              | Fall in , girl Vol. 1        |
| "Chemistry" (케미) (MC Mong feat. Eunha) | 2016 | 31                            | - KOR: 40,317+ | U.F.O (Utter Force On)       |
| "Taxi" (Sunny Girls (Eunha (GFriend), YooA (Oh My Girl), Cheng Xiao (WJSN Cosmic Girls), Nayoung (ex-integrante do I.O.I e Pristin) & Nancy (Momoland))) | 2016 | —                             | —              | Inkigayo Music Crush Part. 2 |
| "—" indica lançamentos que não figuraram nas paradas ou não foram lançados nessa região.                                                                 |      |                               |                |                              |

### Trilhas sonoras
| Título                                   | Ano  | Melhores posições nas paradas | Vendas         | Álbum                         |
| Título                                   | Ano  | KOR                           | Vendas         | Álbum                         |
| ---------------------------------------- | ---- | ----------------------------- | -------------- | ----------------------------- |
| "Don't Come to Farewell" (이별로 오지마) | 2016 | 98                            | - KOR: 14,007+ | Six Flying Dragons OST Part 7 |

## Filmografia

### Dramas
| Ano  | Título         | Papel       | Emissora    | Nota                       |
| ---- | -------------- | ----------- | ----------- | -------------------------- |
| 2007 | Love & War     | Im Su-young | KBS2        | Creditada como Jung Eun-bi |
| 2016 | Oh My God! Tip | Ela mesma   | MBC MBig TV | Web drama                  |

### Programas de variedade
| Ano  | Programa            | Emissora | Notas             |
| ---- | ------------------- | -------- | ----------------- |
| 2016 | King of Mask Singer | MBC      | Episódios 67 e 68 |
| 2016 | The Show            | SBS MTV  | MC especial       |

## Videografia

### Aparições em vídeos musicais
| Ano  | Vídeo musical      | Artista        | Notas       |
| ---- | ------------------ | -------------- | ----------- |
| 2015 | "You're Beautiful" | Yoo Seung-woo  |             |
| 2015 | "Sweetie Pie"      | Lee Seung-hwan | com GFriend |
| 2016 | "Cool Girl"        | Jin Hae-sung   |             |

## Prêmios e indicações

### Mnet Asian Music Awards
| Ano  | Categoria          | Recipiente                                   | Resultado |
| ---- | ------------------ | -------------------------------------------- | --------- |
| 2016 | Melhor colaboração | "Inferiority Complex" por Park Kyung & Eunha | Indicado  |
| 2016 | Canção do Ano      | "Inferiority Complex" por Park Kyung & Eunha | Indicado  |

### Melon Music Awards
| Ano  | Categoria   | Recipiente                                   | Resultado |
| ---- | ----------- | -------------------------------------------- | --------- |
| 2016 | Rap/Hip Hop | "Inferiority Complex" por Park Kyung & Eunha | Indicado  |

### Golden Disc Awards
| Ano  | Categoria       | Recipiente                                   | Resultado |
| ---- | --------------- | -------------------------------------------- | --------- |
| 2017 | Bonsang Digital | "Inferiority Complex" por Park Kyung & Eunha | Indicado  |